# NTV (러시아)
NTV(러시아어: НТВ)는 러시아의 텔레비전 방송국이며, 1993년 10월 10일에 모스트 그룹(Группа Мост)의 블라디미르 구신스키(Владимир Гусинский)에 의해 설립되었다. 개국 당시에는 상트페테르부르크가 본사였으나 현재 본사는 모스크바에 있다.
대표 프로그램으로 종합/일반 뉴스 프로그램인 '세고드냐(Сегодня)'와 주간 뉴스 해설 프로그램인 '이토기(Итоги)'가 있다.

## 역사
NTV의 전신은 1967년에 개국한 소련 중앙 텔레비전 제4방송이었다. 1991년 소련의 해체 이후 오스탄키노 채널 4가 되었다가, 1994년 1월 17일에 폐국되고 그 자리에 NTV의 방송이 들어서게 되었다.
개국 당시 미디어 모스트(Media-Most)가 소유하였던 민영방송이었다. 당시에는 다른 국공영 방송과 다르게 신뢰성 있는 보도와 비평으로 명성을 높였다. 1999년에는 러시아 전체 면적의 70%, 1억 2백만 명의 시청자를 확보하였다. 1999년 국회의원 선거와 2000년 대통령 선거에서도 비판적인 보도를 하였고, 특히 제2차 체첸 전쟁에 대해서도 블라디미르 푸틴에 대한 비평 보도를 하였다.
2000년 5월 11일, 블라디미르 푸틴 집권 직후인 러시아 당국에서 NTV와 미디어 모스트가 속한 모스트 그룹(Группа Мост)에 대한 세무조사에 들어갔다. 블라디미르 구신스키는 체포되었고, 이후 스페인으로 망명을 가게 되었다.
2001년부터 미디어 모스트는 NTV의 경영권에 대해 손을 떼고 국영 석유 회사 가즈프롬의 계열사인 가즈프롬 미디어에서 운영하게 되었다. 이후로 사실상 공영 방송화가 되어 이전에 비해 비평 보도가 옅어졌고 약간의 친정부 성향을 띠게 되었다는 평가가 있다.
현재 블라디미르 푸틴에 대한 비판은 찾아보기 힘들어졌으나 신뢰도는 페르비 카날에 이어 2위를 지키고 있는 추세이다.

## NTV Plus
NTV Plus(러시아어: НТВ-Плюс)는 NTV에서 운영하는 위성 방송 사업자이다. 1996년 9월 1일에 정식 출범하였다.

## 해외 채널
- RTVi : 1997년 1월부터 방송을 시작한 국제 텔레비전 방송이다. 2002년까지는 NTV 인테르네슈느르(НТВ-Интернешнл, NTV-international)이란 이름이었다.
- NTV 미르(ru:НТВ Мир) : 2001년 12월에 설립한 해외 시청자 대상 채널.
- NTV 캐나다(ru:НТВ-Канада) : 2006년 1월 6일에 설립한 캐나다 시청자 대상 채널.
- NTV 벨라루스(ru:НТВ-Беларусь) : 2006년 7월 4일에 '전 벨라루스 국립 텔레비전 및 라디오 회사'와의 공동출자로 설립한 벨라루스 대상 채널.[3]

## 로고 연혁

1994년 11월 30일 첫 로고.
1994.12.1 ~ 1995.1.16 로고.
1994.1.17 ~ 1995.8.31 로고.
1995.9.1 ~ 1998.8.9 로고.
1998.8.10~2002.9.9 로고.
2002.9.10~2008.6.3 로고.
2008.6.4~현재 로고.